# Saphanodes decellei
Saphanodes decellei là một loài bọ cánh cứng trong họ Cerambycidae.